# Amardaha
Amardaha – gaun wikas samiti we wschodniej części Nepalu w strefie Kośi w dystrykcie Morang. Według nepalskiego spisu powszechnego z 2001 roku liczył on 2822 gospodarstw domowych i 14 160 mieszkańców (7186 kobiet i 6974 mężczyzn).